# 国鉄ED74形電気機関車
ED74形は、日本国有鉄道（国鉄）が1962年（昭和37年）から製造した交流電気機関車である。

## 概要
1962年の北陸本線敦賀 - 福井間電化では北陸トンネルが開通するが、日本海縦貫線である北陸本線の列車単位は多大でこの時点で1,000t、将来的には1,100tまで列車単位が引き上げられる予定であった。さらにトンネル特有の多湿環境で11.5‰の連続勾配を有する悪条件では、D形機関車単機での牽引は難しいという結論が下されEF70形が製造された。しかし、平坦区間である北陸トンネルの前後区間ではD形機関車の性能でも十分であるため、1963年の福井 - 金沢間電化用本務機としてED70形の運用区間拡大とともに新たにD形機関車を増備することとなり製造されたのが本形式である。

## 構造
EF70形製造開始段階で既に本形式を投入することが既定方針であったため、基本的にはEF70形と同一設計とした。

### 車体
単機牽引を前提としており、前面は非貫通型である。EF70形の1次型をそのままD形に短縮したような形態であるが、前照灯はシールドビーム2灯を窓上部左右に1灯ずつ配置する埋め込み形で、運転室側窓も切り欠きがないのが特徴である。

### 主要機器
EF70形と同一設計のため、当時の国鉄新性能電気機関車の標準的主電動機であるMT52形や旅客列車暖房用として電気暖房装置（EG）をはじめ日本のD形交流電気機関車としては初のシリコン整流器を搭載した。制御方式は水銀整流器搭載車と同じ高圧タップ式で、単巻変圧器により電圧調整をして整流主変圧器に供給しており、シリコン整流器式で製造された高圧タップ切替式は本形式とEF70形のみである。ただし粘着性能に余裕がないため、タップ間の中間電圧制御を追加している。
EF70形との相違点は、以下に示す機器類にある。
| 形式   | 主変圧器 | 整流器                         | パンタグラフ                       | 台車                            |
| ------ | -------- | ------------------------------ | ---------------------------------- | ------------------------------- |
| ED74形 | TM8形    | RS10形                         | PS100C形                           | DT129形                         |
| EF70形 | TM5形    | F-4B形（1次形) RS20形（2次形） | PS100A形（1次形） PS101形（2次形） | DT120形（両端） DT121形（中間） |

### 台車

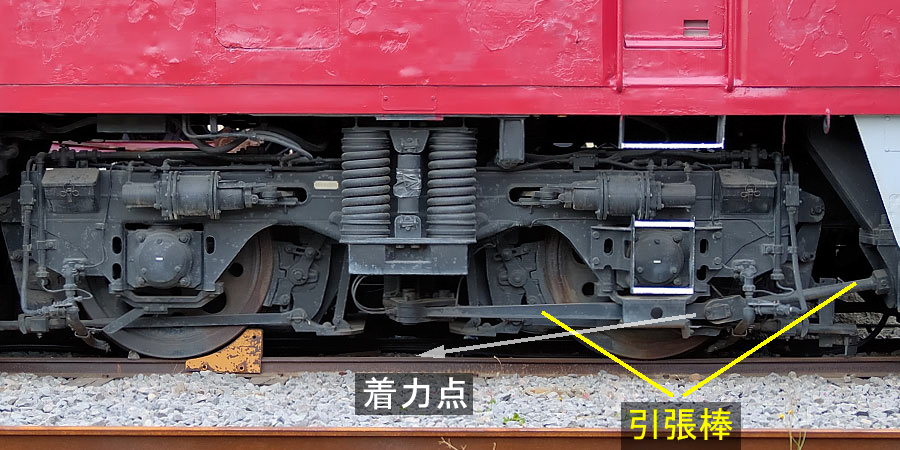
DT129形台車
心皿を使わず車体と連結された台車下部の引張棒で牽引力を伝達する
（画像はED76形500番台装着の物）

本形式の台車に新開発のDT129形を採用したのは以下の理由による。
- 従来のD形機は水銀整流器（イグナイトロンないしはエキサイトロン）を用いていたため、格子位相制御によるタップ間連続制御が可能であったが、シリコン整流器では電気的にこれが不可能で、起動・進段時の粘着力低下や衝動が発生しやすくなり、実質的な性能低下に繋がるものであった。しかし、EF70形はF形機の大出力ゆえに粘着力にも余裕があるため軸重移動対策をも無視することが可能であり、従来の心皿方式台車の装着は可能であるが、D形機である本形式では出力に対する粘着力に余裕がなくなる問題点がある。
- そのため引張力を車体に伝えるにあたり、逆「ハ」の字状のジャックマン装置（引張棒）を用いて車体と台車を直接連結し、レール面上に理論上の粘着点を下げた仮想心皿方式とし、機械的に粘着力を確保するDT129形台車を開発するに至った。

なおDT129形台車は、本形式以後の国鉄交流電気機関車の標準台車となって改良され続け、D形機のみならずEF71形も含む後継開発形式すべてで採用された。

## 製造
| 車両番号 | 製造年 | 製造所                | 新製配置       | 製造名目               | 予算                |
| -------- | ------ | --------------------- | -------------- | ---------------------- | ------------------- |
| 1 - 6    | 1962   | 三菱電機 新三菱重工業 | 敦賀第二機関区 | 福井 - 金沢間 電化開業 | 昭和36年度第3次債務 |

当初は北陸本線本務機として後の増備も計画されており、田村 - 福井間にEF70形を投入し、福井以北の平坦線に本形式を投入する予定とされていたが、福井以北の平坦線では機関車出力に見合った牽引定数の増加（列車単位の引き上げ）を見込めることから、作り分けるのは得策ではないとの判断が下された。以後はEF70形に集約し、旅客・貨物列車共用で通し運用とすることで機関車そのものの製造両数も抑えられるため、本形式の製造は6両で打ち切られた。

## 改造
1968年（昭和43年）の日豊本線転用に先立ち、松任工場（現・金沢総合車両所）で以下の改造が施工された。
死重を2.2t搭載し運転整備重量を67.2tとした（軸重16.25 t → 16.8 t）。
- 北陸本線では敦賀以北の乙線規格に対応し、ED70形と共通運用するため65 tに押さえられていたが、転出先の主力機であるED76形と牽引定数を合わせる措置である。

20系客車牽引対応元空気ダメ管の装備
- 日豊本線では最高速度95km/h以下での運転であるため、応速度増圧ブレーキ装置・電磁ブレーキ制御装置と、その引通しとなるKE72形ジャンパ連結器・連絡電話用KE59形ジャンパ連結器は未装備。

## 運用
新製後は敦賀第二機関区（現・敦賀地域鉄道部敦賀運転センター車両管理室）に配置され、田村 - 金沢間でED70形と共通運用で客車列車を中心に使用された。しかし、前述のように北陸本線の標準機がEF70形に集約されたことから、牽引力が小さく両数も少ない本形式は運用上不便をきたし、1968年（昭和43年）10月1日のダイヤ改正で北陸本線の列車単位が1,200 tに引き上げられた際、日豊本線の寝台特急列車増発に転用されることになり、全機が大分運転所（現・大分鉄道事業部大分車両センター）に転属となった。
九州地区での客車列車は蒸気暖房を使用していたため、蒸気発生装置（SG）を持たない本形式は門司 - 大分間でSGが不要な20系客車寝台特急「彗星」1往復や貨物列車の牽引に投入された。彗星は1972年（昭和47年）3月改正で2往復になり、その後も増発を重ね、1974年（昭和49年）4月の南宮崎電化完成によるダイヤ改正で5往復までに増発された。
しかし、軸重制限によって大分以南へ入線できないことから、1974年（昭和49年）の南宮崎電化後は運用に制約が発生し、1975年（昭和50年）3月改正以降は彗星はED76形が受け持ったため、以降は門司（操） - 大分間の貨物列車に専念した。貨物列車が削減された1978年（昭和53年）10月のダイヤ改正で運用を離脱して休車となり、高城駅、大在駅構内に長期間留置したのち、1982年（昭和57年）に全車廃車・廃形式になった。
廃車後は全車が解体されており保存車はない。